# A Day in the Life
A Day in the Life – piosenka duetu John Lennon i Paul McCartney, finałowy utwór albumu Sgt. Pepper’s Lonely Hearts Club Band zespołu The Beatles z 1967.

## Geneza utworu
Większą część tekstu napisał Lennon w oparciu o dwa artykuły z gazety „Daily Mail” z 17 stycznia 1967 r.: pierwszy opisywał śmierć 21-letniego spadkobiercy fortuny Guinnessa, Tary Browne’a, który zginął w wypadku samochodowym 18 grudnia 1966 r. w Redcliffe Gardens, natomiast drugi informował o fatalnym stanie dróg w Blackburn, w hrabstwie Lancashire („4000 dziur w Blackburn, Lancashire”).

## Muzyka
Koniec piosenki to 18 taktów narastającego finału czterdziestoosobowej orkiestry, w której każdy z muzyków sesyjnych zatrudnionych do niej, mógł grać, co chce i jak chce od dźwięków najcichszych do najgłośniejszych, zakończonych finałowym akordem fortepianu, którego dźwięk wybrzmiewa przez 42 sekundy.
Kilkusekundowe piski, to dźwięk 15 000 Hz, który docelowo miał drażnić psy osób słuchających płytę, oraz (zapętlone rowkiem na winylowej płycie) nonsensowne okrzyki Beatlesów (w wersji CD, ze względu na ograniczenia techniczne, trwają one kilkanaście sekund).
Na portalu Rate Your Music określono go jako reprezentującego m.in. gatunki rock, art rock, rock symfoniczny, rock psychodeliczny i baroque pop

## Popularność
W powszechnym mniemaniu zarówno zagorzałych fanów, jak i krytyków, utwór „A Day in the Life” to najlepsze i najbardziej dojrzałe nagranie zespołu The Beatles, w kilku ankietach muzycznych ten utwór uważany jest za najlepsze nagranie XX wieku.
W 2004 utwór został sklasyfikowany na 26. miejscu listy 500 utworów wszech czasów magazynu Rolling Stone.

## Rękopis
W 2006 roku rękopis piosenki „A Day in the Life” został wystawiony w domu aukcyjnym Bohnhams w Nowym Jorku (cena wywoławcza: 1 milion dolarów), organizatorzy aukcji spodziewali się za niego ceny dochodzącej nawet do 2,5 miliona dolarów, jednak nie znalazł on żadnego nabywcy.
18 czerwca 2010 roku rękopis piosenki został sprzedany w nowojorskim domu aukcyjnym Sotheby’s za 1 milion 200 tysięcy dolarów. Nabywcą został anonimowy Amerykanin.

## Inne wersje
W 2010 roku Jeff Beck został uhonorowany nagrodą Grammy w kategorii Best Rock Instrumental Performance za swoją aranżację utworu „A Day in the Life”.